# Эбимбе, Эрик
Эрик Жуниор Дина-Эбимбе (фр. Eric Junior Dina Ebimbe; родился 21 ноября 2000 года в Париже, Франция) — французский футболист, полузащитник клуба «Айнтрахт» (Франкфурт).

## Клубная карьера
Эбимбе — воспитанник клубов «Саркале» и «Пари Сен-Жермен». В 2018 году для получения игровой практики он начал выступать за команду дублёров последнего. Летом 2019 года Эбимбе на правах аренды перешёл в «Гавр». 26 июля в матче против «Аяччо» он дебютировал в Лиге 2. 30 августа в поединке против «Кана» Эрик забил свой первый гол за «Гавр». Летом 2020 года Эдимба был арендован клубом «Дижон». 22 августа в матче против «Анже» он дебютировал в Лиге 1.